# Carolus van der Haeghe
Carolus van der Haeghe (Waarschoot, gedoopt 6 juli 1675 – na 1710) was een soldaat van de Vereenigde Oostindische Compagnie die een dagboek naliet over zijn reizen in de Oost. Het geschrift, dat de periode 1699-1705 bestrijkt, is een van de weinige egodocumenten uit de onderste echelons van de VOC. De auteur deed niet aan moraliserende verfraaiingen en nam geen geografische beschrijvingen van anderen over.

## Leven
Van der Haeghe was een klerk uit de middenklasse. Zijn verhouding met Cornelia Verinesch uit Brugge leidde niet tot een huwelijk. Daarom, en uit hang naar avontuur, monsterde hij aan bij de VOC. Hij reisde in 1699 langs de West-Afrikaanse kust, Kaap de Goede Hoop en Mauritius naar Batavia, waar hij deserteerde. In Manilla trad hij in Spaanse dienst, om ook daar te deserteren. In een zeilsloep stak hij over naar China. Vervolgens kwam hij terecht op de VOC-factorij van Deshima. Hij werd gedeporteerd naar Batavia maar niet berecht, dankzij de inlichtingen die hij over de Spanjaarden kon leveren. Hij keerde terug naar de Nederlanden maar was rond 1707 opnieuw in dienst van de VOC op Ceylon. In augustus 1709 was hij weer in Amsterdam, om binnen twee maanden dienst te nemen als soldaat op het VOC-schip de Mijnden. Hij diende nog enkele jaren in Batavia, totdat in 1715 om onbekende reden zijn salaris werd stopgezet.

## Uitgave
- Jan Parmentier en Ruurdje Laarhoven (eds.), De avonturen van een VOC-soldaat. Het dagboek van Carolus van der Haeghe, 1699-1705, 1994, ISBN 9789057301940

## Voetnoten
1. ↑  Periode: 1699 - 1794, VOC: Opvarenden. Nationaal Archief. Gearchiveerd op 20 september 2022. Geraadpleegd op 16 september 2022.